# Synegia purpurascens
Synegia purpurascens là một loài bướm đêm trong họ Geometridae.